# Tipula (Eremotipula) pellucida
Tipula (Eremotipula) pellucida is een tweevleugelige uit de familie langpootmuggen (Tipulidae). De soort komt voor in het Nearctisch gebied.